# Azteca Uno
Azteca Uno é uma rede mexicana de televisão, com emissoras afiliadas e repetidoras em todo o México, sendo todos operados e de propriedade da TV Azteca.
Azteca Trece é transmitida na cidade do México através da XHDF-TDT Canal 25 (virtual 1.1).
A programação está disponível também através da Sky México nos canais 113, 114 e 115 e em outros sistemas de televisão por assinatura.
Alguns de seus programas também podem ser vistos nos canais Azteca América e Azteca México no canal 442 da DirecTV nos Estados Unidos.
Seu principal concorrente é o canal Las Estrellas, pertencente a Televisa.
Atualmente possui uma programação variada com novelas, jornalismo, esporte, reality shows, programas de entretenimento e de variedades entre outros.

## História

### Fundação
Em 1968, a concessão do novo canal 13 da cidade do México, que teria como indicativo de sinal XHDF-TV, foi dada ao fundador do Grupo Radio Centro, Francisco Aguirre Jiménez, que para operar o canal fundou a empresa Corporación Mexicana de Radio y Televisión S.A. de C.V..
O canal iniciou suas transmissões regulares em 1 de setembro de 1968 exibindo o Quarto Informe de Governo do presidente mexicano Gustavo Díaz Ordaz, em 12 de outubro do mesmo ano, o canal mostrou a cerimônia de abertura das Olimpíadas de 1968.

### Estatização
Em 1972, devido a dívidas com a Sociedad Mexicana de Crédito Industrial (SOMEX), órgão financeiro estatal, 100% das ações do canal passaram as mãos do Governo mexicano, então encabeçado por Luis Echeverría Álvarez.
O primeiro diretor do Canal 13 foi Antonio Menéndez González, após seu falecimento, foi sucedido por Enrique González Pedrero, então senador pelo estado de Tabasco.
Em 1982, juntamente com o Canal 22, foi integrado ao Instituto Mexicano de la Televisión (Instituto Mexicano da Televisão), em 1985, o órgão estatal adotou como nome a sigla Imevisión.

### Privatização
Em 1993, a administração de Carlos Salinas de Gortari realizou uma concorrência pública para a venda do Imevisión. O ganhador foi Ricardo Salinas Pliego, dono de uma rede de venda de eletrodomésticos chamada Elektra.

### Transição para a Televisão Digital Terrestre 2015-2016
XHDF TV, assim como todos os canais analógicos transmitidos no México, deixou de operar em 17 de dezembro de 2015 à meia noite.
O IFT (Instituto Federal de Telecomunicaciones), como parte da organização dos canais virtuais em todo México, a partir de 27 de outubro de 2016 designou, a princípio, o canal virtual 13.1 para a Azteca Trece, espelhando seu antigo número analógico. Entretanto, em 10 de outubro de 2016, foi anunciado que a rede ficaria com o canal virtual 1.1.
Em 25 de outubro de 2016, foi efetuada a mudança de seu canal virtual, convertendo a emissora na única rede nacional comercial a ter o mesmo canal virtual em todas as suas estações em todo o México.

## Ligações Externas
- Azteca Trece (em castelhano)